# National Soccer League 1990-91
La National Soccer League 1990-91 fue la decimoquinta edición de la National Soccer League, la liga de fútbol profesional en Australia. El torneo estuvo organizado por la Federación de Fútbol de Australia (FFA). Esta competencia se disputó hasta 2004, para darle paso a la A-League (llamada Hyundai A-League), que comenzó en la temporada 2005-06.
Durante la temporada regular, los clubes disputaron 26 partidos, siendo el Melbourne Croatia el que más puntos acumuló, con un total de 37, seguido por el South Melbourne con 34. Los cinco primeros equipos con mejores puntajes clasificaron a una ronda eliminatoria, para definir a los finalistas. De los cinco clasificados a instancias finales, el Melbourne Knights y South Melbourne llegaron a la final que se disputó el 5 de mayo de 1991.
La final la ganó el South Melbourne, en tiros desde el punto penal. El partido terminó 0:0 durante los 90 minutos reglamentarios. En esta instancia se impuso el South Melbourne 5:4, obteniendo de esta manera el campeonato, que sería su segundo gran logro en la historia. Fue dirigido por el árbitro Ken Worden, ante 23 318 espectadores.
En cuanto a los premios de la competición, el futbolista con más goles fue David Seal del Marconi con 19 goles, Zoran Matic del Adelaide City el mejor técnico y Milan Ivanovic del Adelaide City el mejor jugador del año.

## Equipos participantes
| Equipo                   | Ciudad       | Estadio                     |
| ------------------------ | ------------ | --------------------------- |
| Marconi Fairfield        | Fairfield    | Marconi Stadium             |
| Wollongong Wolves        | Wollongong   | WIN Stadium                 |
| Adelaide City            | Adelaida     | Adelaide City Park          |
| APIA Leichhardt Tigers   | Leichhardt   | Lambert Park                |
| Sydney Olympic           | Sídney       | Belmore Sports Ground       |
| Sunshine George Cross FC | Sunshine     | Chaplin Reserve             |
| Parramatta Eagles        | Chester Hill | Melita Stadium              |
| Heidelberg United        | Heidelberg   | Olympic Park (Village)      |
| South Melbourne          | Melbourne    | Lakeside Stadium            |
| Saint-George Saints FC   | Saint-George | St. George Stadium          |
| Preston Lions SC         | Preston      | B.T. Connor Reserve         |
| Melbourne Croatia FC     | Victoria     | Knights Stadium             |
| Sydney Croatia FC        | Edensor Park | Sydney United Sports Centre |
| Wollongong Makedonia     | Wollongong   | Macedonia Park              |

## Clasificación
| Posición              | Equipo                 | PJ | PG | PE | PP | GF | GC | GD  | Puntos |
| --------------------- | ---------------------- | -- | -- | -- | -- | -- | -- | --- | ------ |
| 1                     | Melbourne Croatia      | 26 | 15 | 7  | 4  | 55 | 39 | +16 | 37     |
| 2                     | South Melbourne FC     | 26 | 14 | 6  | 6  | 45 | 33 | +12 | 34     |
| 3                     | Adelaide City          | 26 | 12 | 9  | 5  | 40 | 24 | +16 | 33     |
| 4                     | Marconi Fairfield      | 26 | 14 | 3  | 9  | 48 | 33 | +15 | 31     |
| 5                     | Parramatta Eagles      | 26 | 10 | 9  | 7  | 38 | 31 | +7  | 29     |
| 6                     | Sydney Olympic         | 26 | 8  | 13 | 5  | 31 | 25 | +6  | 29     |
| 7                     | Sydney Croatia         | 26 | 8  | 10 | 8  | 27 | 33 | -6  | 26     |
| 8                     | Preston Lions FC       | 26 | 8  | 9  | 9  | 26 | 27 | -1  | 25     |
| 9                     | Wollongong City        | 26 | 8  | 8  | 10 | 32 | 34 | -2  | 24     |
| 10                    | St. George Saints      | 26 | 6  | 10 | 10 | 34 | 41 | -7  | 22     |
| 11                    | APIA Leichhardt Tigers | 26 | 7  | 7  | 12 | 27 | 28 | -1  | 21     |
| 12                    | Heidelberg United      | 26 | 6  | 9  | 11 | 26 | 37 | -11 | 21     |
| 13                    | Sunshine George Cross  | 26 | 7  | 3  | 16 | 39 | 53 | -14 | 17     |
| 14                    | Wollongong Macedonia   | 26 | 3  | 9  | 14 | 23 | 53 | -30 | 15     |
| Estadísticas finales. |                        |    |    |    |    |    |    |     |        |

| Nota: | Una victoria equivale a dos puntos y un empate a uno. |
|       |                                                       |
|       | Clasificados a las rondas finales.                    |
|       | Equipos relegados a la National Premier Leagues NSW   |

## Rondas finales

### Ronda preliminar
- South Melbourne 4:2 Adelaide City[6]
- Marconi 3:3 (6:7) Parramatta[7]

### Semifinal
- Melbourne CSC	1:0 South Melbourne[8]
- Adelaide City	1:0 Marconi[9]

### Final preliminar
- South Melbourne 1:0 Adelaide City[10]

### Gran Final
| 5 de mayo de 1991 | Melbourne Knights | 1-1 (4-5) | South Melbourne FC |                        |                        |
|                   | Marth 25'         | Reporte   | Palatsides 88'     | Árbitro(s): Ken Worden | Árbitro(s): Ken Worden |

## Premios
- Jugador del año: Milan Ivanovic (Adelaide City)[5]
- Jugador del año categoría sub-21: Paul Okon (Marconi)[5]
- Goleador del torneo: David Seal (Marconi - 19 goles)[5]
- Director técnico del año: Zoran Matic (Adelaide City)[5]

### Otros datos de interés
- Partido con más goles: Melbourne Knights 8-1 Wollongong Macedonia, Somers St Stadium, Melbourne, ante 3000 espectadores.[11]